# Masayuki Omori
Masayuki Omori (大森 征之 Ōmori Masayuki?, nacido el 9 de noviembre de 1976 en Urawa, Saitama) es un exfutbolista japonés. Jugaba de centrocampista y su último club fue el Nagoya Grampus de Japón.

## Trayectoria

### Clubes
| Club                | País  | Año         |
| ------------------- | ----- | ----------- |
| Sanfrecce Hiroshima | Japón | 1995        |
| Sagan Tosu          | Japón | 1996 - 1997 |
| Nagoya Grampus      | Japón | 1998 - 2008 |

## Palmarés

### Títulos nacionales
| Título             | Club                 | País  | Año  |
| ------------------ | -------------------- | ----- | ---- |
| Copa del Emperador | Nagoya Grampus Eight | Japón | 1999 |